# Maury Island
Maury Island è un'isola degli Stati Uniti d'America che si trova nello stato di Washington e nella contea di King. 
L'isola, ubicata nello stretto di Puget, è lunga circa 5,3 km e larga circa 3 km. È collegata ad un'isola più grande, la Vashon Island, da un istmo artificiale costruito nel 1913. Maury Island ha due riserve naturali, la Maury Island Natural Area e il Maury Island Marine Park.